# Kaldeisk-katolsk patriark av Babylon
Kaldeiska patriarken av Babylon är överhuvud för Kaldeisk-katolska kyrkan och är en av Patriarkerna av Östern i Romersk-katolska kyrkan. Patriarkatet erkändes av Heliga stolen från och med försoningen mellan Mar Yohanan Soulaqa VIII och Rom 1552. Denna lista fortsätter från nestorianska successionen som leder tillbaka till aposteln Tomas under första århundradet.

## Kaldeiska patriarker av Babylon
(De katolska patriarkerna hade ursprungligen sitt säte i Diyarbakir)
- 91 Mar Yohanan Soulaqa VIII 1552-1555
- 92 Mar Abdisho IV Maroun 1555-1567
- vakant
- 93 Mar Yab-Alaha V 1578-1580

(Med Mar Shimun IX Denkha, flyttade patriarkatet till Urmia.)
- 94 Mar Shimun IX Denkha 1580-1600
- 95 Mar Elia Shimun X 1600-1638
- 96 Mar Eshuyow Shimun XI 1638-1656
- 97 Mar Yoalaha Shimun XII 1656-1662

(Med Mar Shimun XIII Denkha, flyttade patriarkatet till Qochanis.)
- 98 Mar Shimun XIII Denkha 1662-1681 (1700)

1681 bröt Mar Shimun XIII Denkha gemenskapen med Rom och en rivaliserande kaldeisk patriark utsågs av Vatikanen; Kyrkan utsåg då en ny patriark i Diyarbakir. Mar Shimun XIII fortsatte som patriark och hans efterträdare är överhuvud för Assyriska Östkyrkan
(De kaldeiska patriarkerna i Diyarbakir.)
- 99 Mar Yusuf I 1681-1695
- 100 Mar Yusuf II 1696-1713
- 101 Mar Yusuf III 1713-1757
- 102 Mar Yusuf IV 1757-1781
- vakant
- 103 Mar Yusuf V 1804-1828
- vakant

(Med Yohannan Hormez, flyttade patriarkatet till Mosul.)
- 104 Yohannan VII Hormez 1830-1838
- vakant
- 105 Nicolas Zaya 1840-1848
- 106 Joseph VI Audo 1848-1878
- 107 Elie XIV Abo-Alyonan 1878-1894
- 108 Abdisho V Khayat 1894-1899
- 109 Joseph Emmanuel II Toma 1900-1946

(Med Joseph Ghanima, flyttade patriarkatet till Bagdad.)
- 110 Joseph VII Ghanima 1946-1958
- 111 Paul II Cheikho 1958-1989
- 112 Raphael I BeDaweed 1989-2003
- 113 Emmanuel III Delly 2003-2013
- 114 Louis Raphaël I Sako (31 januari 2013–nu)